# Sara Gailli
Sara Gailli (Roma, 23 de diciembre de 2001) es una deportista italiana que compite en natación. Ganó una medalla de bronce en el Campeonato Europeo de Natación de 2021, en la prueba de 4 × 200 m libre.

## Palmarés internacional
| Campeonato Europeo | Campeonato Europeo  | Campeonato Europeo | Campeonato Europeo |
| Año                | Lugar               | Medalla            | Prueba             |
| ------------------ | ------------------- | ------------------ | ------------------ |
| 2021               | Budapest ( Hungría) | Medalla de bronce  | 4 × 200 m libre    |